# Ajakli (Cheta)
Der Ajakli (russisch Аякли) ist der 166 km lange rechtsseitige bzw. südöstliche Quellfluss der Cheta im Norden Sibiriens (Russland, Asien) und fließt im ehemaligen Autonomen Kreis Taimyr im Norden der Region Krasnojarsk.

## Verlauf
Der Ajakli entspringt und verläuft etwas nördlich des nördlichen Polarkreises im Putoranagebirge, dem abseitigen Nordostteil des Mittelsibirischen Berglands. Der Fluss fließt überwiegend nordwestwärts, um sich noch im Gebirge mit dem Ajan zur Cheta zu vereinen. Letztere verlässt das Gebirge nordwärts verlaufend als südwestlicher Quellfluss der Chatanga.
Die bedeutendsten Zuflüsse des Ajakli sind Chugdjakit (Länge 98 km; auch Chigdekit) und Chibarba (135 km), beide von links.